# タラ・リン・フォックス
タラ・リン・フォックス（Tara Lynn Foxx、1990年6月13日 - ）は、アメリカ合衆国のポルノ女優。カリフォルニア州出身。